# Uladsislau Radsiwonau
Uladsislau Sjarhejewitsch Radsiwonau (belarussisch Уладзіслаў Сяргеевіч Радзівонаў, russisch Владислав Сергеевич Родионов Wladislaw Sergejewitsch Rodionow, englische Transkription: Vladislav Rodionov; * 29. Oktober 1997) ist ein belarussischer Billardspieler aus Hrodna, der in der Billardvariante Russisches Billard antritt.
Er gewann 2021 die Bronzemedaille bei der Weltmeisterschaft in der Disziplin Freie Pyramide und wurde achtmal belarussischer Meister – viermal in der Disziplin Kombinierte Pyramide, dreimal in der Freien Pyramide und einmal in der Dynamischen Pyramide.

## Karriere
Uladsislau Radsiwonau nahm 2012 an der Jugendeuropameisterschaft und 2013 sowie 2014 an der Jugendweltmeisterschaft teil, schied dort jedoch jeweils in der Vorrunde aus.
Im Oktober 2012 trat Radsiwonau erstmals bei der Belarussischen Meisterschaft der Erwachsenen an, doch es dauerte bis 2014, ehe er die Vorrunde überstand. Im November 2013 spielte er mit dem Kremlin Cup in Moskau zum ersten Mal bei einem großen internationalen Turnier mit und verpasste knapp die Runde der letzten 128. Im April 2014 zog er bei den BK Start Open ins Finale ein, in dem er Mikita Dreka mit 0:4 unterlag.
Im April 2015 gab Radsiwonau bei den Prince Open sein Weltcupdebüt und scheiterte in der Vorrunde. Im November wurde er durch einen 7:6-Finalsieg gegen Aleh Retschyz belarussischer Meister in der Freien Pyramide. In derselben Disziplin folgte wenige Wochen später in Tomsk seine erste Weltmeisterschaftsteilnahme, bei der er unter anderem den ehemaligen Weltmeister Sergei Tusow besiegte und das Achtelfinale erreichte, in dem er dem Kasachen Däuren Urynbajew mit 3:7 unterlag.
In den beiden folgenden Jahren gewann Radsiwonau drei weitere Medaillen bei nationalen Meisterschaften; nach Bronze in der Freien Pyramide 2016 und in der Kombinierten Pyramide 2017 zog er im Oktober 2017 zum zweiten Mal ins Finale der Freie-Pyramide-Meisterschaft ein und musste sich diesmal Dsjanis Kolassau mit 4:6 geschlagen geben musste. Daneben gewann er 2016 durch einen 4:2-Endspielsieg gegen Waleryj Tschyschou die Minsk Open und erreichte 2017 das Viertelfinale beim Baltic Cup.
Im Oktober 2018 gewann Radsiwonau im Finale gegen den Letten Viktors Vinogradovs mit 4:2 den Baltic Cup. Wenig später folgte seine zweite Teilnahme bei der Freie-Pyramide-WM, bei der er erneut ins Achtelfinale gelangte und diesmal gegen Nikita Wolodin verlor. Im Dezember sicherte er sich in der Kombinierten Pyramide mit einem 5:4-Finalsieg gegen Jauhen Saltouski den nationalen Meistertitel.
In das Jahr 2019 startete Radsiwonau mit einer weiteren Finalteilnahme bei einer belarussischen Meisterschaft in der Kombinierten Pyramide, diesmal musste er sich Jan Hryhorjeu mit 3:5 geschlagen geben. Im Februar gewann er in Vilnius durch einen 4:1-Sieg im Endspiel gegen den Litauer Aleksandras Isajenko das Auftaktturnier der Baltic Pyramid League. Nachdem er bei der Kombinierte-Pyramide-WM in der Runde der letzten 64 knapp an Rasmik Wardanjan (5:6) gescheitert war, gewann er im April in Tallinn auch das zweite Turnier der Baltic Pyramid League, diesmal setzte er sich im Endspiel mit 4:2 gegen den Litauer Dmitrijus Oleinikas durch. Beim dritten Turnier der Serie hingegen unterlag er im Viertelfinale mit 3:4 dem späteren Turniersieger Uladsislau Bulyka. Bei der Freie-Pyramide-WM schied er sieglos in der Vorrunde aus. Wenig später kam er beim Kremlin Cup in die Runde der letzten 128, beim Baltic Cup ins Viertelfinale und beim Savvidi Cup ins Sechzehntelfinale. Im November zog er beim Finalturnier der Baltic Pyramid League ins Endspiel ein und verlor mit 3:5 gegen Dmitrijus Oleinikas. Einen Monat später wurde er durch einen 4:0-Finalsieg gegen Janusch Markozinski belarussischer Meister in der Kombinierten Pyramide.
Anfang 2020 erreichte Radsiwonau bei der Baltic Pyramid League die Runde der letzten 32. Im selben Jahr gewann er zwei weitere nationale Meistertitel; In der Dynamischen Pyramide besiegte er im Endspiel Waleryj Tschyschou mit 6:4 und in der Freien Pyramide setzte er sich mit 6:0 gegen Jauhen Dsemjanzej, wodurch er zum insgesamt fünften Mal belarussischer Meister wurde.
2021 wurde die belarussische Kombinierte-Pyramide-Meisterschaft zweimal ausgetragen und Radsiwonau gewann durch Finalsiege gegen Wadsim Nabojtschenko (4:1) und Waleryj Tschyschou (4:3) beide Ausgaben. Auch in der Freien Pyramide gelang ihm die Titelverteidigung durch einen 6:2-Sieg gegen Waleryj Tschyschou. Im März 2021 wurde er erstmals zum Pyramide-Weltpokal eingeladen, bei dem er nach einem Auftaktsieg gegen Diana Mironowa und Niederlagen gegen Asis Madaminow und den späteren Turniersieger Serghei Krîjanovski das Vorrundenaus hinnehmen musste. Nachdem er beim Bürgermeisterpokal in Moskau bereits in der Runde der letzten 64 gescheitert war, besiegte er im August 2021 bei der Freie-Pyramide-WM unter anderem Timur Jewstignejew und Wladimir Petuschkow und zog erstmals ins Halbfinale ein, in dem er dem späteren Weltmeister Jernar Tschimbajew mit 5:7 unterlag.

## Erfolge
| Ergebnis | Jahr   | Turnier                                  | Finalgegner          | Endstand |
| -------- | ------ | ---------------------------------------- | -------------------- | -------- |
| Finalist | 2014   | BK Start Open                            | Mikita Dreka         | 0:4      |
| Sieger   | 2015   | Belarussische Meisterschaft (Fr. Pyr.)   | Aleh Retschyz        | 7:6      |
| Sieger   | 2016   | Minsk Open                               | Waleryj Tschyschou   | 4:2      |
| Finalist | 2017   | Belarussische Meisterschaft (Fr. Pyr.)   | Dsjanis Kolassau     | 4:6      |
| Sieger   | 2018   | Baltic Cup                               | Viktors Vinogradovs  | 4:2      |
| Sieger   | 2018   | Belarussische Meisterschaft (Komb. Pyr.) | Jauhen Saltouski     | 5:4      |
| Finalist | 2019/1 | Belarussische Meisterschaft (Komb. Pyr.) | Jan Hryhorjeu        | 3:5      |
| Sieger   | 2019/1 | Baltic Pyramid League                    | Aleksandras Isajenko | 4:1      |
| Sieger   | 2019/2 | Baltic Pyramid League                    | Dmitrijus Oleinikas  | 4:2      |
| Finalist | 2019/F | Baltic Pyramid League                    | Dmitrijus Oleinikas  | 3:5      |
| Sieger   | 2019/2 | Belarussische Meisterschaft (Komb. Pyr.) | Janusch Markozinski  | 4:0      |
| Sieger   | 2020   | Belarussische Meisterschaft (Dyn. Pyr.)  | Waleryj Tschyschou   | 6:4      |
| Sieger   | 2020   | Belarussische Meisterschaft (Fr. Pyr.)   | Jauhen Dsemjanzej    | 6:0      |
| Sieger   | 2021/1 | Belarussische Meisterschaft (Komb. Pyr.) | Wadsim Nabojtschenko | 4:1      |
| Sieger   | 2021/2 | Belarussische Meisterschaft (Komb. Pyr.) | Waleryj Tschyschou   | 4:3      |
| Sieger   | 2021   | Belarussische Meisterschaft (Fr. Pyr.)   | Waleryj Tschyschou   | 6:2      |

## Teilnahmen an Weltmeisterschaften
| Disziplin            | 2015 | 2016 | 2017  | 2018  | 2019  | 2020  | 2021  |
| -------------------- | ---- | ---- | ----- | ----- | ----- | ----- | ----- |
| Freie Pyramide       | AF   | –    | n. a. | AF    | R     | n. a. | HF    |
| Dynamische Pyramide  | –    | –    | n. a. | –     | n. a. | n. a. | n. a. |
| Kombinierte Pyramide | –    | –    | –     | n. a. | L64   | n. a. | n. a. |
| Quelle:              |      |      |       |       |       |       |       |

| Legende | Legende                               |
| ------- | ------------------------------------- |
| S       | Sieger                                |
| F       | Finalist                              |
| HF / H  | Halbfinalist                          |
| VF / V  | Viertelfinalist                       |
| AF / A  | Achtelfinalist                        |
| LX      | Niederlage in der Runde der letzten X |
| R2      | Niederlage in Runde 2                 |
| R       | Vorrundenaus/Niederlage in Runde 1    |
| –       | nicht teilgenommen                    |
| n. a.   | nicht ausgetragen                     |